# Igreja imperial
Uma Igreja imperial é uma Igreja associada a um império. A primeira Igreja desse tipo foi a Igreja estatal do Império Romano, patrocinada e amplamente controlada pelos imperadores romanos desde a época da transferência da sede do governo para Constantinopla. O elo entre a Igreja dentro daquele império e o Estado foi formalmente estabelecido por Teodósio I com o Édito de Tessalônica de 27 de fevereiro de 380.
Existia a Igreja imperial do Império Espanhol, conforme descrito no capítulo The Course of the Imperial Church from Imposition to Eclipse do livro The Church in Latin America 1492-1992 de Enrique Dussel.
O termo Igreja imperial também foi usado com referência a uma visão da Igreja da Inglaterra como a Igreja do Império Britânico.
Em seu livro The Church on the Margins: Living Christian Community, Mary R. Sawyer usa o termo Igreja imperial para significar qualquer Igreja que apoia a dominação de alguns sobre outros. Ela descreve a Igreja, após a conversão de Constantino, como aquela que "evoluiu como uma instituição hierárquica, patriarcal e episcopal na qual a expressão carismática ou espiritual do Cristianismo foi suprimida. O Cristianismo se tornou não apenas a religião do 'Estado', mas uma religião imperial."